# Narayanpet (Distrikt)
Der Distrikt Narayanpet (Telugu నారాయణపేట జిల్లా, Urdu نارائن پیٹ ضلع) ist ein Verwaltungsdistrikt im südindischen Bundesstaat Telangana. Verwaltungssitz ist die namensgebende Stadt Narayanpet.

## Geographie
Der Distrikt liegt im Südwesten Telanganas in der Hochebene des Dekkan an der Grenze zum benachbarten Bundesstaat Karnataka. Die südliche Distriktgrenze wird vom Fluss Krishna gebildet, der Richtung Osten fließt. Die angrenzenden Distrikte in Telangana sind Vikarabad im Norden, Mahabubnagar im Osten, sowie Wanaparthy und Jogulamba Gadwal jeweils in einem kurzen Abschnitt im Südosten und Süden. Im Westen grenzt Narayanpest an die Distrikte Raichur und Yadgir von Karnataka.
Im Jahr 2019 war Narayanpet in 11 Mandals unterteilt: Damargidda, Dhanwada, Kosgi, Krishna, Maddur, Maganoor, Makthal, Marikal, Narayanpet, Narwa und Utkoor.

## Geschichte

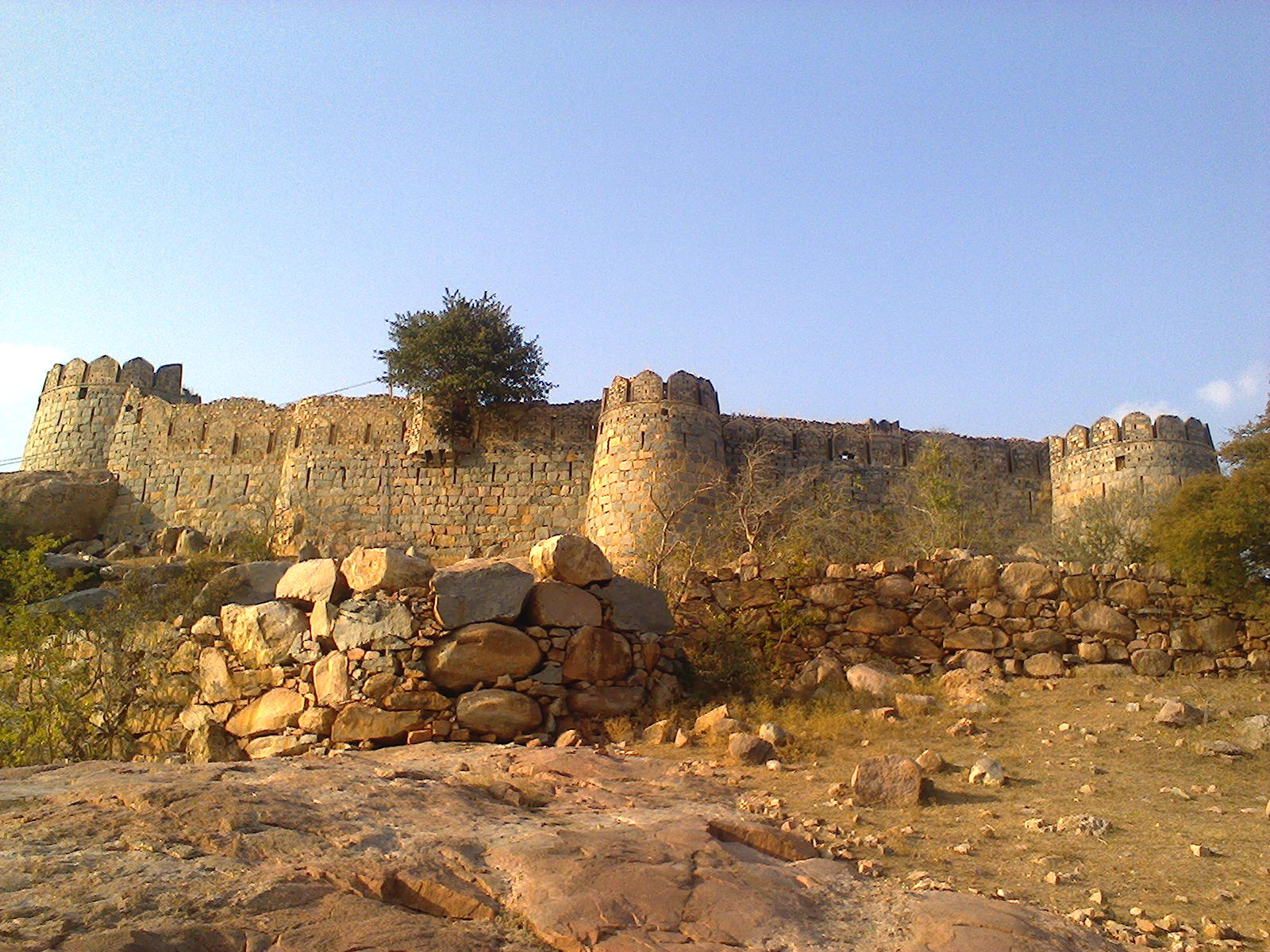
Fort Chandragadh am Nordufer des Krishna im Mandal Narwa

Die Gegend von Narayanpet ist seit Tausenden von Jahren menschlich besiedelt. Davon zeugen etwa 7000 Jahre alte Megalithen, die nahe dem Dorf Mudumai im Mandal Krishna am Nordufer des Flusses Krishna gefunden wurden. Die erst in neuerer Zeit wissenschaftlich entdeckten Steinanordnungen sollen zum Teil das Sternbild Ursa Major darstellen und die frühesten bisher bekannten Zeugnisse einer menschlichen Himmelsbeobachtung in Südindien sein. Ein erheblicher Teil der Steine wurde jedoch bereits durch Anwohner, die das Gebiet landwirtschaftlich nutzen wollten, zerstört.
Bis zum Jahr 2019 war der Distrikt Teil des Distrikts Mahabubnagar und teilte dessen Geschichte. Am 18. Februar 2019 wurde aus den westlichen Anteilen Mahabubnagars der Distrikt Narayanpet neu gebildet.

## Demografie
Bei der Volkszählung 2011 hatte der Distrikt (in den Grenzen ab 2019) 566.874 Einwohner. Die Bevölkerungsdichte lag mit 243 Einwohnern pro km² unter dem Durchschnitt Telanganas (312 Einwohner/km²). Das Geschlechterverhältnis wies mit 282.231 Männern auf 284.643 Frauen einen leichten Frauenüberschuss auf. Die Alphabetisierungsrate gehörte mit 49,93 % (Männer 60,32 %, Frauen 39,72 %) zu den niedrigsten unter allen Distrikten  Telanganas und war deutlich niedriger als der Durchschnitt des Bundesstaats (66,54 %) bzw. der gesamtindische Durchschnitt (74,04 %). 503.907 Einwohner lebten in ländlichen und 62.967 in städtischen Siedlungen. Der Urbanisierungsgrad lag mit 11,10 % damit ebenfalls deutlich unter dem Durchschnitt Telanganas (38,88 %). 91.735 Personen (16,18 % der Bevölkerung) gehörten zu den Scheduled Castes und 29.126 (5,14 %) zu den Scheduled Tribes.

## Wirtschaft
Der Distrikt ist landwirtschaftlich geprägt. Nach der Statistik des Jahres 2019 wurden 164.055 ha landwirtschaftlich genutzt (davon ein geringer Anteil mit mehr als einer Ernte pro Jahr). Hauptsächlich angebaut wurden (in abnehmender Hektarfläche) Straucherbsen (red gram), Baumwolle, Reis, Wunderbaum (?, castor), Mais und Mungbohnen (green gram).